# Maselheim
Maselheim är en kommun i Landkreis Biberach i det tyska förbundslandet Baden-Württemberg. Kommunen består av ortsdelarna (tyska Ortsteile) Maselheim, Äpfingen, Laupertshausen och Sulmingen. Folkmängden uppgår till cirka 4 800 invånare, på en yta av 47,02 kvadratkilometer.
Kommunen ingår i kommunalförbundet Biberach an der Riß tillsammans med staden Biberach an der Riß och kommunerna Attenweiler, Eberhardzell, Hochdorf, Mittelbiberach, Ummendorf och Warthausen.

## Befolkningsutveckling
| Befolkningsutvecklingen i Maselheim 1975–2015 | Befolkningsutvecklingen i Maselheim 1975–2015 | Befolkningsutvecklingen i Maselheim 1975–2015 | Befolkningsutvecklingen i Maselheim 1975–2015 | Befolkningsutvecklingen i Maselheim 1975–2015 |
| --------------------------------------------- | --------------------------------------------- | --------------------------------------------- | --------------------------------------------- | --------------------------------------------- |
|                                               |                                               |                                               |                                               |                                               |
| År                                            |                                               |                                               | Folkmängd                                     | Areal (ha)                                    |
| 1975                                          | 1975                                          |                                               | 3 466                                         | 4 704                                         |
| 1980                                          | 1980                                          |                                               | 3 716                                         |                                               |
| 1985                                          | 1985                                          |                                               | 3 835                                         |                                               |
| 1990                                          | 1990                                          |                                               | 4 109                                         |                                               |
| 1995                                          | 1995                                          |                                               | 4 518                                         | 4 703                                         |
| 2000                                          | 2000                                          |                                               | 4 494                                         |                                               |
| 2005                                          | 2005                                          |                                               | 4 547                                         |                                               |
| 2010                                          | 2010                                          |                                               | 4 373                                         | 4 702                                         |
| 2015                                          | 2015                                          |                                               | 4 482                                         |                                               |
|                                               |                                               |                                               |                                               |                                               |